# Федорук, Андрей Михайлович
Андрей Михайлович Федорук — председатель Донецкого областного совета в 2011—2014 годах.
Родился 19 марта 1968 года в городе Ковель Волынской области.
В 1989 году окончил Сумское высшее артиллерийское командное дважды Краснознамённое училище им. М. В. Фрунзе по специальности тактическая артиллерия.
В 1999 году окончил Национальную юридическую академию имени Ярослава Мудрого по специальности правоведение.
Был генеральным директором компании Менеджмент Асетс Корпорейшн.
В ноябре 2010 года стал депутатом Донецкого областного совета по списку Партии регионов. Баллотировался как беспартийный, позже стал членом Партии регионов. Участвовал в постоянной комиссии по вопросам экономической политики, бюджета и финансов. В 2010—2011 годах занимал должность заместителя председателя Донецкого областного совета. В июле 2011 года в связи с назначением Андрея Шишацкого главой Донецкой областной государственной администрации исполнял обязанности главы Донецкого областного совета. 4 августа 2011 года избран председателем Донецкого областного совета.